# DIABLO
دیابلو (انگلیسی: DIABLO) یا هومولوگ دیابلو (انگلیسی: Diablo homolog)، با نامِ کاملِ پروتئین مستقیماً وصل‌شونده به بازدارنده آپوپتوز با نقطه ایزوالکتریک کم که گاهی با عنوانِ دومین فعال‌کنندهٔ کاسپاز مشتق از میتوکندری یا به اختصار «SMAC» هم از آن یاد می‌شود، نام یک پروتئین میتوکندریایی است که در انسان توسط ژن «DIABLO» واقع بر کروموزوم ۱۲ کُد می‌شود.
دیابلو به بازدارنده‌های آپوپتوز (IAPs) متصل شده و در نتیجه منجر به رهاسازی کاسپازها و آغازِ آپوپتوز می‌شود.
به سبب این فعالیت زمینه‌ساز آپوپتوز، SMAC را در توقف رشد بسیاری از تومورهای انسان دخیل می‌دانند و ملکول‌های کوچک مقلدِ SMAC، جهت ارتقا و کمک به درمان‌های ضدسرطانِ جاری تولید شده‌است.
ژن سازندهٔ این پروتئین ۱۳۰ آنگستروم طول دارد و کمانی‌شکل است. پروتئین SMAC در غشاء داخلی میتوکندری جای دارد، اما هنگام آپوپتوز به سیتوزول می‌آید.
این پروتئین در پاتوژنز سرطان‌ها نقش دارد و افزایش بیان ژنی آن را با افزایش حساسیت سلول‌های سرطانی به آپوپتوز مرتبط دانسته‌اند. تاکنون، افزایش تولید این پروتئین را در جلوگیری از پیشرفتِ کارسینوم بافت سنگفرشی سر و گردن، کارسینوم هپاتوسلولار (کبد)، لنفوم هاجکین، سرطان پستان، گلیوبلاستوم مولتی‌فرم، سرطان تیروئید، کارسینوم کلیه، تومور ژرم‌سل بیضه، سرطان روده بزرگ، سرطان ریه، سرطان مثانه، سرطان مخاط رحم و برخی سارکوم‌ها مشاهده و ثبت کرده‌اند. با این حال ارتباطِ دقیق و مشخص، مابین این پروتئین با سرطان خون و سایر بیماری‌های خون، هنوز مورد بحث و بررسی است.